# Nackareservatet i Nacka
Nackareservatet är ett  naturreservat i Stockholms kommun och Nacka kommun i Stockholms län. Helheten av reservatet beskrivs i artikeln Nackareservatet och denna artikel tar bara upp delen inom Nacka kommun.
Denna del är naturskyddad sedan 2006 och är 754 hektar stor. 